# Calochortus clavatus
Calochortus clavatus är en liljeväxtart som beskrevs av Sereno Watson. Calochortus clavatus ingår i släktet Calochortus och familjen liljeväxter.
Artens utbredningsområde är Kalifornien.

## Underarter
Arten delas in i följande underarter:
- C. c. avius
- C. c. clavatus
- C. c. gracilis
- C. c. pallidus
- C. c. recurvifolius

## Bildgalleri

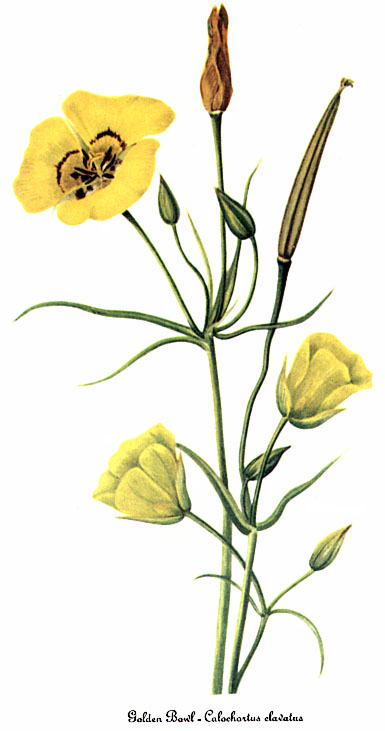
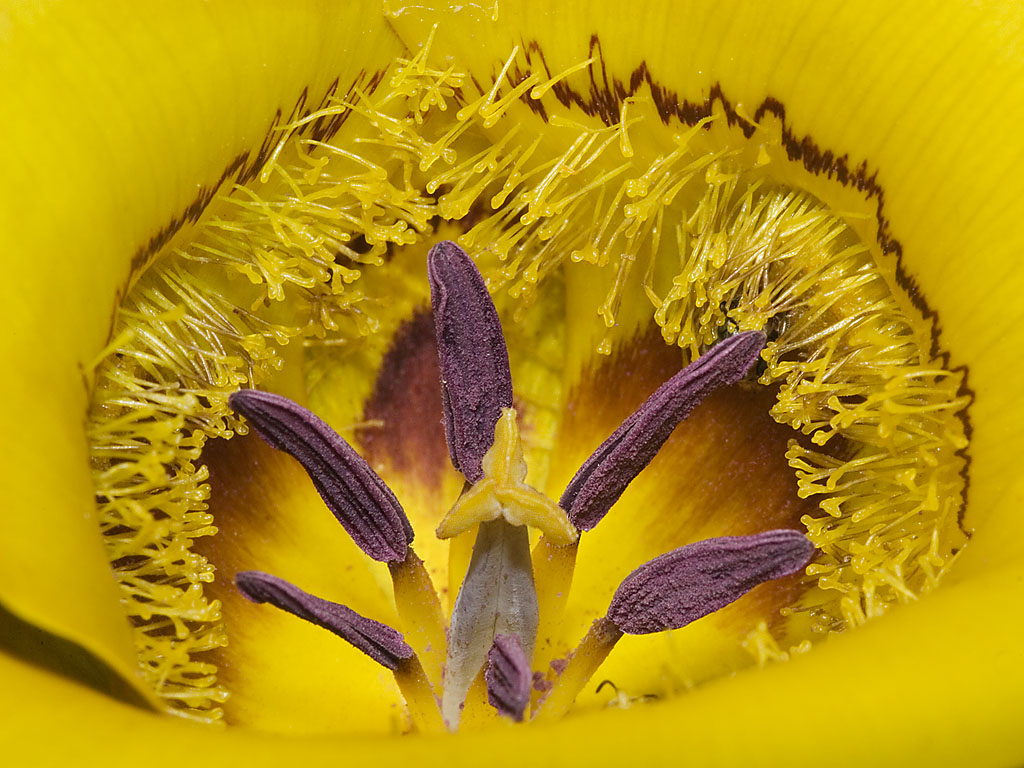